# Meyrueis
Meyrueis település Franciaországban, Lozère megyében. Lakosainak száma 778 fő (2022. január 1.). Meyrueis Veyreau, Hures-la-Parade, Gatuzières, Bassurels, Saint-Sauveur-Camprieu, Lanuéjols és Val-d'Aigoual községekkel határos.

## Népesség
A település népességének változása:
| Lakosok száma | 1007 | 908  | 907  | 904  | 823  | 838  | 831  | 807  | 794  | 778  |
|               | 1968 | 1982 | 1990 | 2006 | 2013 | 2015 | 2017 | 2019 | 2020 | 2022 |